# Línia evolutiva de Wooper
Aquesta línia evolutiva de Pokémon inclou Wooper i Quagsire.

## Wooper
Wooper és una de les espècies que apareixen a la franquícia Pokémon, una sèrie de videojocs, anime, mangues, llibres, cartes col·leccionables i altres mitjans que va ser inventada per Satoshi Tajiri i ha generat milers de milions de dòlars en beneficis per a Nintendo i Game Freak. És de tipus aigua i tipus terra i evoluciona a Quagsire. Està basat en els axolots.

## Quagsire
Quagsire és una de les espècies que apareixen a la franquícia Pokémon, una sèrie de videojocs, anime, mangues, llibres, cartes col·leccionables i altres mitjans que va ser inventada per Satoshi Tajiri i ha generat milers de milions de dòlars en beneficis per a Nintendo i Game Freak. És de tipus aigua i tipus terra i evoluciona de Wooper.